# Saccopharynx ampullaceus
Saccopharynx ampullaceus es el nombre científico de un pez de aguas profundas perteneciente a la familia Saccopharyngidae. Es una especie batipelágica que habita hasta los 3000 m de profundidad, principalmente en la zona oriental del océano Atlántico  desde Groenlandia hasta las islas de Cabo Verde, aunque también se lo ha avistado en la mitad occidental del Atlántico. Con una longitud máxima de 1,61 m, es el mayor de todos los Saccopharyngiformes. Solo se han estudiado unos pocos ejemplares.
Su alimentación está basaba en distintos tipos de peces y puede devorar a presas de mayor tamaño que él. Los adultos experimentan una reducción de la mandíbula y pérdida de dientes tras la maduración sexual; los machos adultos tienen órganos olfativos considerablemente desarrollados. El cerebro y los ojos son muy pequeños y se sitúan en la parte frontal de la cabeza. La cola tiene forma de hilo y es unas cuatro veces más larga que el cuerpo. En algunos ejemplares se han observado nudos en la cola de propósito desconocido. Las anguilas tienen la capacidad de usar la cola para hacer nudos para desgarrar la comida; sin embargo la musculatura de la cola del Saccopharynx ampullaceus está poco desarrollada para usarla de esta forma.